# Peter Joseph von Gruben
Peter Joseph Freiherr von Gruben (* 1773 in Bonn; † 1851 in Darmstadt) war ein Politiker im Großherzogtum Hessen und dort Minister und Landtagsabgeordneter.

## Herkunft
Peter Joseph Freiherr von Gruben war ein Sohn des kurkölnischen Wirklichen Geheimen Hof- und Regierungsrats, Constantin von Gruben (1712–1788) und dessen zweiter Ehefrau Maria Anna Josepha, geb. von Vogelius (1736–1784).

## Leben
Peter von Gruben war ab 1799 kurkölnischer Hof- und Regierungsrat und Mitglied des obersten Gerichtshofes. 1803 wechselte er in die Dienste Hessen-Darmstadts und wurde in der Provinz Starkenburg Mitglied des Kirchen- und Schulrats. 1817 wurde er Kammerherr und Geheimer Rat am Staatsministeriums des Großherzogtums Hessen. 1820 wurde er Geheimer Staatsrat und 1822 bevollmächtigter Minister am Nassauischen Hof. Von 1823 bis 1848 war er Hessen-Darmstädter Gesandter beim Bundestag in Frankfurt am Main. 1823 wurde er zugleich zum Landtagskommissar für die Erste Kammer der Landstände des Großherzogtums Hessen ernannt.
Am 28. August 1829 wurde er im Rahmen der Konstituierung des vierten Landtages zum lebenslangen Mitglied der Ersten Kammer der Landstände berufen und dort in der Folge zweiter Präsident.

## Geschwister
Peter von Gruben, hatte drei Brüder und zwei Schwestern, die alle am 8. März 1805 in den Reichsfreiherrenstand erhoben wurden.
- Karl Klemens von Gruben, Weihbischof in Köln und Osnabrück.[2]
- Ignaz Friedrich von Gruben († 30. März 1823), kaiserlicher Reichskammergerichtsassessor in Wetzlar.[2]
- Franz von Gruben, königlich preußischer Landrat im Kreis Ahrweiler.
- Marie Anne von Gruben[2][5]
- Ernestine von Gruben[2][5]